# La treva
La treva (títol original: La tregua) és una pel·lícula italiana dirigida per Francesco Rosi, estrenada l'any 1997. Ha estat doblada al català.

## Argument
El film és una adaptació de la autobiogràfica La tregua de Primo Levi que explica el retorn des d' Auschwitz cap al seu país d'origen d'un grup de supervivents de l'Holocaust.

## Repartiment
- John Turturro: Primo Levi
- Rade Serbedzija: el grec
- Massimo Ghini: Cesare
- Stefano Dionisi: Daniele
- Teco Celio: coronel Rovi
- Roberto Citran: Unverdorben
- Claudio Bisio: Ferrari
- Andy Luotto: De Agata
- Agnieszka Wagner: Galina
- Lorenza Indovina: Flora
- Marina Gerasimenko: Maria Fyodorovna
- Igor Bezgin: Yegorov
- Aleksandr Ilyin: el mongol
- Vyacheslav Olkhovskiy: tinent Sergei
- Anatoli Vasilev: doctor Gotlieb

## Rebuda
- Premis 
  - 1997: Festival de Cannes: Nominada a la Palma d'Or (millor pel·lícula)
  - 1996: Premis David di Donatello: 4 premis, incloent millor pel·lícula. 10 nominacions
- Crítica: "Bell i escruixidor testimoniatge de l'infern de Auschwitz amb un magistral John Turturro"[3]